# Napad na kolonu JNA u Sarajevu
Napad na kolonu JNA u Sarajevu, znan i kao Incident u Dobrovoljačkoj ulici, odnosi se na događaje 2. i 3. svibnja 1992. tijekom rata u Bosni i Hercegovini kada je Armija Republike Bosne i Hercegovine napala konvoj vojnika JNA koji je napuštao Sarajevo prema dogovoru o povlačenju. Nakon tog sukoba, 215 pripadnika JNA je zarobljeno. Motiv je bio razmijeniti te vojnike za predsjednika Aliju Izetbegovića, kojeg je dan prije JNA zarobila kada se vraćao s mirovne konferencije na sarajevskom aerodromu.
Događaj je ostao razvikan u srbijanskim medijima te se negdje smatra ratnim zločinom, iako prema međunarodnom pravu naoružani vojnici umiješani u sukob ne mogu biti zaštićena grupa. Srbijansko Tužiteljstvo za ratne zločine podiglo je optužnice protiv nekoliko zapovjednika za taj slučaj i navelo brojku od 42 poginulih vojnika. Međutim, general Milutin Kukanjac, koji je tada zapovijedao konvojem JNA koji je prolazio kroz Dobrovoljačku ulicu, izjavio je da je samo 6 poginulo u napadu.

## Kontroverze
Kada je srbijansko Tužiteljstvo pokrenulo kaznene prijave protiv nekolicine Bošnjaka, Haris Silajdžić i Željko Komšić održali su sastanak s Tatjanom Ljujić-Mijatović, Ivom Komšićem, Mirom Lazovićem i Ejupom Ganićem, te zaključili da je Srbija prekršila Rimski dogovor jer nije tražila mišljenje Međunarodnog suda za ratne zločine počinjene na području bivše Jugoslavije (ICTY) prije podnošenja istrage.
Tužiteljstvo je izdalo tjeralice za 19 bošnjačkih zapovjednika, no Ejup Ganić, koji se također našao na popisu, odbacio je optužbe jer je zarobljavanje JNA osoblja potaknuto spašavanjem zarobljenog Izetbegovića. 2010., Ganić je priveden u Londonu zbog tjeralice, ali je ubrzo oslobođen jer je sudac Timothy Workman donio presudu prema kojoj je cijeli postupak "politički motiviran" jer je JNA bila neprijateljska vojska koja je ratovala protiv Bosne i Hercegovine, te je stoga bila "legitimna meta".
Međunarodni sud pravde također je 2003. odbacio slučaj jer to djelo Armije BiH nije predstavljalo kršenje zakona.
Godine 2011. Jovan Divjak je priveden u Beču zbog identične tjeralice. Međutim, Austrija je odbila predati ga Srbiji.
Godine 2003. ICTY je zaključio da nema nikakvog razloga za kaznenu prijavu protiv Divjaka.
Postoji sačuvan audio materijal naređenja da se kolona napadne.